# ウェブコミック配信サイト
ウェブコミック配信サイト（ウェブコミックはいしんサイト）は、ウェブコミックをインターネット上で配信しているウェブサイトのことである。ここでは企業が商業漫画作品の初出掲載場所として運営しているサイトについて解説する。

## 日本

### 概要
2000年代以降、ウェブコミック配信サイト（漫画サイト）は日本において漫画雑誌と並ぶ商業漫画作品の初出掲載場所となっている。
漫画サイトでは、運営側が閲覧数や定着率を正確に把握しており、それによって単行本の売上を推定することもできる。いつまでも閲覧可能な状態にしておくと単行本の売上を阻害することがあるため、一部のサイトでは配信作品の閲覧を制限している。運営の主体は出版社とIT企業が多い。漫画投稿コーナーを併設している漫画サイトもある。
漫画サイトに掲載されるウェブコミックには様々な形態のものがある。スマートフォンに特化したコマ割を採用しているサイトもある。紙の漫画雑誌と比較して作風の幅は広いとする指摘されている。

### 沿革
2000年代前半の漫画サイトはブロードバンド企業が一角を担っていた。その後、一部の電子書籍販売サイトもオリジナルのウェブコミックを配信するようになる。2008年の『ガンガンONLINE』創刊以降は出版社による漫画サイトが次々と誕生する。2013年に『comico』がリリースされると、IT企業と出版社による漫画アプリが隆盛する。

#### 黎明期
1990年代半ばまで商業漫画作品はほとんど漫画雑誌で初出掲載されていた。2000年代より、インターネットの発展に伴い商業漫画作品をウェブコミックとして発表するケースが増加する。
かつてのインターネット環境では容量の大きい漫画は扱いにくいコンテンツだった（2001年時点）。そのため、ブロードバンド企業による会員制サイトが漫画を含むコンテンツを配信することもあった。特にCATV会員向け「@NetHome」（テクノロジーネットワークス）はオリジナル作品や電子書籍を配信しており、単行本化も行っていた。同サービスで配信されていた『きょうの猫村さん』（ほしよりこ）は「雑誌に載らないヒット作」として画期的な存在であり、後の『ガンガンONLINE』創刊に影響を与えた。
当時は電子書籍サイト内でのオリジナル漫画配信が漫画サイトの中心的役割を果たしていた。2003年、Yahoo! JAPANは漫画専門の電子書籍販売サイト『Yahoo!コミック』を創設する。2007年にはフレックスコミックスによって同サイト内に無料マガジン「FlexComix ブラッド」と女性向け媒体『FlexComixフレア』が創刊された。これ以降『FlexComixネクスト』（フレックスコミックス）・『ヒーロークロスライン』（講談社）など、『Yahoo!コミック』内で出版社がウェブコミック誌を配信するようになる。
2008年まで出版社が独自に立ち上げた漫画サイトは基本的に無かった。少数の例外として『e-manga』（講談社、1997年 - 2008年）・『ジャンプデジタルマンガ』（集英社、2004年 - 2007年）などが挙げられる。

#### 出版社の参入
前述のように出版社は漫画サイトを立ち上げに出遅れていた。しかし、スクウェア・エニックス が2008年に『ガンガンONLINE』を創刊し、大きな成功を収めた。これと前後して、他の出版社も漫画サイトの運営に乗り出した。
2008年10月創刊の『ガンガンONLINE』は出版社による漫画サイトの先駆けとされており、「無料で漫画を掲載し単行本で費用を回収する」ビジネスモデルを確立した。2011年1月にアプリケーションをリリースした時点で、購読ユーザー数400万人・ページビュー（PV）累計9500万を突破し、「（日本）国内最大級のWEBコミック誌」とされるようになる。また、『ガンガンONLINE』はウェブコミックのアニメ化においても先駆的役割を果たしており、2012年以降は『男子高校生の日常』など、数々の作品をテレビアニメ化している。
2008年から2011年の間に、集英社・小学館・祥伝社・竹書房・芳文社・マッグガーデンなどの出版社も漫画サイトを立ち上げている。2008年12月に小学館が立ち上げた「即読みサンデー」は、2009年3月に『クラブサンデー』にリニューアルした。

#### オープンラッシュ
| 出版社               | サイト                 | リリース年月 |
| -------------------- | ---------------------- | ------------ |
| 集英社               | となりのヤングジャンプ | 2012年6月    |
| KADOKAWA             | COMIC@LOID             | 2012年12月   |
| 小学館               | 裏サンデー             | 2012年4月    |
| 小学館               | やわらかスピリッツ     | 2012年11月   |
| 講談社               | マガジン・ラボ         | 2012年2月    |
| 徳間書店             | WEBコミックぜにょん    | 2012年10月   |
| 白泉社               | 花とゆめONLINE         | 2012年4月    |
| フレックスコミックス | COMICメテオ            | 2012年4月    |
| フレックスコミックス | COMIC ポラリス         | 2012年9月    |

2012年より、主に出版社による漫画サイトの「オープンラッシュ」が起きた。背景には、出版不況による漫画雑誌の売上低迷があるとされている。また、この頃にリリースされた『裏サンデー』・『となりのヤングジャンプ』などは、『ガンガンONLINE』に比べてウェブの特性を強く意識しているとされる。
『クラブサンデー』の派生サイト『裏サンデー』は、小学館によって2012年4月にリリースされた。『ガンガンONLINE』と同じく、漫画を無料公開して単行本で経費を回収する仕組みで、リリース当初から「面白い」「読みやすい」とtwitterを利用した口コミで広まりを見せた。2012年11月時点では月間平均1000万PV・80万ユーザーを獲得し、「日本一人が集まるコミックサイト」に成長する。一方、単行本は想定より売れなかったため、黒字化を目指して試行錯誤が行われた。
2012年6月、『ガンガンONLINE』を目標として『となりのヤングジャンプ』（集英社）が創刊された。同サイトは看板作品として『ワンパンマン』（原作：ONE、作画：村田雄介）を擁し、同時期にリリースされた漫画サイトと比べても高い人気を集め、約80万ユーザー、トップページへの月間アクセス約250万に達した（2013年10月時点）。

#### 漫画アプリの興隆
2013年以降、IT企業と出版社によって多くの漫画アプリがリリースされる。電子書籍販売アプリ「ジャンプBOOKストア!」（集英社）の成功を受けて、2013年8月に集英社が漫画アプリの先駆けとなる『ジャンプLIVE』を創刊した。同年10月にNHN PlayArtが『comico』を、12月にはDeNAが講談社と協力して『マンガボックス』をリリースした。2014年1月には、漫画アプリの利用者は約570万人に達した。
『comico』は漫画アプリ隆盛の「火付け役」となり、完全無料・毎日更新・フルカラー・縦読みなど、既存の漫画サイトではほとんど見られない特徴を持つアプリとして「大きなムーブメント」を巻き起こした。また、「IT企業にマンガアプリは作れない」という大方の予想を覆した、「IT特化型」のアプリであるとされている。ダウンロード（DL）の伸びは当初緩やかだったが、コンテンツの拡充などによって急増していった。
『ジャンプLIVE』には有料と無料のコンテンツが混在しており、後にこれは好ましくないシステムとみなされるようになる。そのため2014年9月に集英社は新たな漫画アプリ『少年ジャンプ+』をリリースした。『少年ジャンプ＋』は『週刊少年ジャンプ』電子版販売（有料）とオリジナル漫画配信（無料）を行い、電子書籍文化を変える可能性がある試みとして大きな注目を浴びた。
『マンガボックス』はIT企業のDeNAによってリリースされたが、編集部員は出版社から招聘しているため、ITと出版による「ハイブリッド型」とされている。当初から積極的なプロモーションによって急激にDL数を伸ばしていった。
|                | DL数    | WAU   |
| -------------- | ------- | ----- |
| comico         | 800万DL | 不明  |
| マンガボックス | 700万DL | 150万 |
| 少年ジャンプ+  | 260万DL | 100万 |

『comico』・『マンガボックス』・『少年ジャンプ＋』などはいずれも無料で漫画を配信しており、アプリ版に加えウェブ版も兼ねそろえている。それまでの主要漫画サイトより多くの読者を集めるようになった（2015年時点）ため、既存のサイトもアプリ版を配信するようになる（『裏サンデー』のアプリ『MangaONE』など）。2014年1月時点では『マンガボックス』（300万DL）が、2015年3月時点では『comico』（800万DL）がオリジナル漫画アプリとしては日本最大のDL数を誇っていた。
2015年7月には、既存の商業漫画を再録配信する漫画アプリ『LINEマンガ』（LINE）が、オリジナル作品の連載に乗り出した。

### 比較
|              | ガンガンONLINE                       | 裏サンデー                                    | となりのヤングジャンプ       | comico                            | マンガボックス                    | 少年ジャンプ+                                       |
| ------------ | ------------------------------------ | --------------------------------------------- | ---------------------------- | --------------------------------- | --------------------------------- | --------------------------------------------------- |
| 運営         | スクウェア・エニックス               | 小学館                                        | 集英社                       | NHN PlayArt                       | DeNA                              | 集英社                                              |
| 母体         | 月刊少年ガンガン                     | 週刊少年サンデー（WS）                        | 週刊ヤングジャンプ（YJ）     | ー                                | ー                                | 週刊少年ジャンプ（WJ）                              |
| #編集部署    | 既存の諸編集部→ ガンガンONLINE編集部 | WS編集部→ 裏サンデー編集部                    | YJ編集部                     | comico編集部                      | マンガボックス編集部              | WJ編集部ジャンプ＋班→ 少年ジャンプ＋編集部          |
| リリース年   | 2008年10月                           | 2012年4月                                     | 2012年6月                    | 2013年10月                        | 2013年12月                        | 2014年9月                                           |
| #形態        | ウェブ（PC版）＋ アプリ              | ウェブ（PC版・スマホ版）＋ アプリ（MangaONE） | ウェブ（PC版）               | アプリ＋ ウェブ（PC版・スマホ版） | アプリ＋ ウェブ（PC版・スマホ版） | アプリ＋ ウェブ（PC版・スマホ版）                   |
| #収益        | 単行本販売                           | 単行本販売 広告                               | 単行本販売                   | 単行本販売 メディアミックスなど   | 単行本販売 広告 サイト内販売など  | 単行本販売 ジャンプコミックス 電子販売 WJ電子版販売 |
| 代表作       | 月刊少女野崎くん ばらかもんなど      | マギ シンドバッドの冒険 ケンガンアシュラなど  | ワンパンマン                 | ReLIFE ももくり                   | 恋と嘘 天空侵犯                   | SPY×FAMILY 終末のハーレム                           |
| 投稿コーナー | ー                                   | 投稿ステーション                              | あしたのヤングジャンプ       | チャレンジ作品                    | マンガボックスインディーズ        | ジャンプルーキー                                    |
| 関連サイト   | ー                                   | クラブサンデー                                | webYJ アオハルオンラインbeta | comico PLUS                       | ー                                | ジャンプLIVE ジャンプBOOKストア!                    |

#### 編集部署
リリース当初、『ガンガンONLINE』・『裏サンデー』などは既存の編集部が編集部署を兼ねていたが、現在では専業の編集部署が存在している。『少年ジャンプ＋』は週刊少年ジャンプ編集部内に設けられた「ジャンプ＋班」が編集部署を兼ねていたが、後に少年ジャンプ編集部に本誌とは別の編集長を擁する専門のチームができる
『マンガボックス』は作家育成のため、先述のように出版社から編集者を招聘して編集部を構成している。同じくIT企業による『comico』は実績のある漫画編集者がほとんどいなかったため、編集者はあえて作品の評価を行わず作家にアドバイスをする程度にとどめている。

#### 形態
『マンガボックス』・『少年ジャンプ＋』・『comico』などはモバイルビューとデスクトップのウェブ版に加え、アプリケーションでも閲覧できる。ウェブ版とアプリ版が両立しているが、モバイルビューを用意していない『ガンガンONLINE』などのようなサイトもある。『裏サンデー』は独自のアプリとして『MangaONE』をリリースした。ウェブ版のみのサイトとしては『となりのヤングジャンプ』などが挙げられる。

#### 収益
日本の漫画サイトは無料閲覧が主流である。そのため、マネタイズには様々な方法がある。
単行本販売
配信作品の単行本を販売することによって収益を得る方法。『ガンガンONLINE』が確立した。主要漫画サイトのほとんどがこのモデルを採用している。掲載時の経費を単行本によって回収するという仕組は漫画雑誌と同じである。
広告
成功報酬型広告によって収益を得る方法。『裏サンデー』・『マンガボックス』などが採用している。読者との距離ができてしまうため望ましくないとする見方もある。
サイト内販売
サイト内で漫画単行本電子書籍や漫画雑誌電子版を販売することによって収益を得る方法。『少年ジャンプ＋』・『マンガボックス』などが採用している。

## アメリカ
バンダイナムコグループがアメリカで開設したウェブコミックなどを配信するサイト『SHIFTYLOOK』を創設した。

## 韓国
大韓民国ではウェブコミックを「WEBTOON（ウェブトゥーン)」と言う。2003年以降、『DAUM』・『NAVER』などの無料ウェブトゥーン配信サイトが普及している。2013年からは有料ウェブトゥーン配信サイト『LEZHIN』がサービスを開始し、商業的成功をおさめた。